# یامینو
یامینو (به لاتین: Yamino) یک منطقهٔ مسکونی در بلغارستان است که در شهرستان ژبل در استان استان کرجالی واقع شده‌است.